# Zdeněk Bauer
Zdeněk Bauer (27. září 1974, Praha) je mezioborový konzultant, historik, spisovatel, popularizátor, editor a nakladatel. Je autorem několika knih a odborných příspěvků, desítek popularizačních článků a odborných analýz. Několik let řídil redakční agenturu, která poskytovala mediální poradenství, marketingové konzultace a výzkumné služby. Provozuje také nakladatelství.
Dlouhodobě působí na volné noze, smluvně pracuje na rešeršních, vzdělávacích a popularizačních projektech z komerční i neziskové sféry. Publikuje v laickém i odborném tisku a na internetu. Jako odborný konzultant působil při vzniku několika divadelních her s historickou tematikou. Podílel se na přípravě školních skript, projektech evaluace českého středního školství a vedl několik vzdělávacích seminářů.

## Odborný výzkum
Významným způsobem přispěl do rozklíčování kauzy Hitler je gentleman;
 objevil ztraceného syna protektorátního ministra Emanuela Moravce; dohledal klíčovou sociologickou studii Zdeňka Ullricha, jejíž existence byla řadu let zpochybňována; objevil a publikoval několik do té doby neznámých písemností z korespondence spisovatele Karla Čapka. Identifikoval skutečnou postavu řezníka Františka Vašíčka, kterou ve svých knihách zmiňuje spisovatel Bohumil Hrabal. Je také autorem životopisů Herberta Loma nebo publikace zaměřené na historii podnikání a marketing.
Známé jsou také jeho výzkumy se vztahem k dílu a životu spisovatele Jaroslava Foglara.
 Jako editor, spoluautor (ghostwriter) a nakladatel připravil k vydání kultovní foglarovskou publikaci Mýtus zvaný Stínadla. Objevil a k vydání připravil také do té doby neznámou foglarovku Klub zvídavých dětí. Je považován za jednoho z výrazných znalců díla spisovatele Jaroslava Foglara.
Známý je také svými výzkumy odpíračů vojenské služby
 a historie malých náboženských společností (adventisté, původní Jednota bratrská, nazaréni, svědkové Jehovovi apod.). Jako znalec historie posledně jmenované společnosti je uznáván i v zahraničí.
 V tomto kontextu se dlouhodobě věnuje také výzkumu nacistického holokaustu. Je průkopníkem historického výzkumu kolportáže v českých zemích.
Velkého uznání se mu dostalo za jeho obsáhlou publikaci o jáchymovských trestaneckých táborech. Podle historika Jiřího Myroniuka je Bauerova práce Jáchymovské tábory – peklo, ve kterém mrzlo zásadní prací v oblasti výzkumu tuzemských trestaneckých táborů a pro rozsah informací, včetně zásadních nových objevů, je dílem, které ještě dlouho nebude překonáno.
 S podobným respektem se o knize Jáchymovské tábory… vyjadřuje také historik Vít Smetana
 nebo historik Petr Blažek. Následně byl Bauer přizván do role hlavního odborného poradce pro vznik výstavní expozice v Rudé věži smrti v Ostrově u Jáchymova, kterou realizoval Ústav pro studium totalitních režimů a Konfederace politických vězňů České republiky. Podílel se také na realizaci výstavy Evropský gulag, kterou pořádalo Muzeum XX. století.
Zdeněk Bauer je propagátorem praktického vnímání historie v duchu starořímského filozofa Marka Tullia Cicera: „Historie je učitelkou života.“

## Popularizace a vzdělávání
V letech 2004–2021 byl provozovatelem internetového portálu abcHistory.cz, jehož základem byl tuzemský a mezinárodní oborový rozcestník. Zároveň zde byly zveřejňovány tematické novinky, zajímavosti a články s historickou tematikou. Po jistou dobu web fungoval i jako komunitní platforma s podrubrikami pro odborné vzdělávání, turistiku a zájmový výzkum. Mezi roky 2007–2014 byla součástí webu i samostatná online databáze HistorickéNemovitosti.cz,
 která upozorňovala na chátrající tuzemské památky. Ve spolupráci s několika realitními kancelářemi databáze usnadňovala propojení potenciálních investorů a kupců a majiteli chátrajících nemovitostí, čímž přispívala k jejich záchraně. V roce 2021 byl původní web restrukturalizován do současného webu s tematickými články na adrese ResearchWriter.cz.
Stejně jako i někteří další veřejně činní autoři (například Zdeněk Susa, Kristina Kaiserová a další), zúročuje své zkušenosti nejen v publikační činnosti pro jiná vydavatelství a nakladatelství, ale založil za stejným účelem i vlastní vydavatelskou instituci. Od roku 2001, respektive 2009 provozuje knižní nakladatelství, ve které vydává jak díla cizí, tak i některá díla svá a svých spolupracovníků. Souběžně zároveň publikuje i jinde.
Příležitostně vydává videa a podcast, ve kterých popularizuje mediální gramotnost a praktický pohled na historii a dějepis. Kromě toho se autorsky a produkčně podílí na tvorbě videoobsahu i pro několik dalších subjektů.

## Dílo (výběr)
- BAUER, Zdeněk a kol. Česká Kanada, Slavonice a Slavonicko. Praha: NZB, 2014. 223 s. ISBN 978-80-904272-9-7.
- BAUER, Zdeněk a kol. Herbert Lom, nejslavnější český herec na světě. Praha: NZB, 2015. 242 s. ISBN 978-80-905864-2-0.
- BAUER, Zdeněk a kol. Jáchymovské tábory – peklo, ve kterém mrzlo. Praha: NZB, 2019. 960 s. ISBN 978-80-905864-8-2.
- BAUER, Zdeněk. Jaroslav Foglar a jeho náboženství. In: Sborník referátů z vědecké konference „Fenomén Foglar z hlediska vědy o náboženství“, pořádané HTF UK v Praze. Duchovní rozměr fenoménu Foglar. Praha: Dingir, 2018. S. 37–63.
- BAUER, Zdeněk a kol. Klub zvídavých dětí • Jaroslav Foglar a Protektorát. Praha: NZB, 2018. 412 s. ISBN 978-80-906755-6-8.
- BAUER, Zdeněk. Zmařené cesty šéfinspektora Dreyfuse. Paměť a dějiny. Roč. 2019, čís. 2, s. 60–70. Dostupné online.
- BAUER, Zdeněk. Jak se pozná „správný kluk“? Jaroslav Foglar, František Smrček a Richard Fuchs v redakci chlapeckého protektorátního časopisu. Paměť a dějiny. Roč. 2020, čís. 1, s. 20–46. Dostupné online.
- BAUER, Zdeněk; ČVANČARA, Jaroslav. „Bylo to tam tak čarovně krásné“. Paměť a dějiny. 2022, čís. 01, s. 16–26. Dostupné online. ISSN 1802-8241.
- „Vojáku Vladimíre…“ : Karel Čapek, Jindřich Groag a odpírači vojenské služby z důvodu svědomí. Praha: NZB, 2009. 232 s. ISBN 978-80-904272-1-1.
- Kol.:. Jak vytvořit atraktivní obchodní název firmy, služby, produktu, značky. Praha: NZB, 2014. 340 s. ISBN 978-80-904272-7-3.
- BAUER, Zdeněk. Paralely a odlišnosti důvodů uváděných při odpírání vojenské služby a reakce různých politických režimů v prostoru bývalého Československa. In: BLAŽEK, Petr. A nepozdvihne meč… odpírání vojenské služby v Československu 1948-1989. Praha: Ústav pro soudobé dějiny – Akademie věd ČR, 2007. S. 17–54.
- BAUER, Zdeněk. Náboženská víra jako zločin během dvou totalit. Represe a tresty na příkladu rodiny Reinoldových z Jesenicka. In: MATELA, Matěj. XXIII. svatováclavské setkání v Jeseníku. Zločin a trest na Jesenicku. Jeseník: Vlastivědné muzeum Jesenicka ; Opava : Zemský archiv v Opavě - Státní okresní archiv Jeseník, 2023. S. 77–91.